# What a Terrible World, What a Beautiful World
What a Terrible World, What a Beautiful World è il settimo album in studio del gruppo musicale indie rock statunitense The Decemberists, pubblicato nel gennaio 2015. "È una specie di riassunto dei Decemberists", ha detto il chitarrista Chris Funk, "un greatest hits composto da canzoni inedite. Alcune erano state scritte per The King Is Dead e mostrano il nostro lato più americano, altre riflettono il gusto per il pop britannico. A volte suoniamo come un gruppo folk, a volte come la backing band di Morrissey".

## Tracce
1. The Singer Addresses His Audience – 4:42
2. Cavalry Captain – 3:17
3. Philomena – 3:04
4. Make You Better – 5:07
5. Lake Song – 5:52
6. Till the Water's All Long Gone – 5:01
7. The Wrong Year – 3:53
8. Carolina Low – 3:24
9. Better Not Wake the Baby – 1:44
10. Anti-Summersong – 2:12
11. Easy Come, Easy Go – 2:22
12. Mistral – 3:54
13. 12/17/12 – 3:03
14. A Beginning Song – 5:22